# Joaquim Santana
Joaquim Santana da Silva Guimarães (* 22. März 1936 in Lobito; † 24. März 1989 in Freamunde) war ein portugiesischer Fußballspieler angolanischer Herkunft.

## Karriere

### Vereine
Santana spielte bereits 18-jährig für die Erste Mannschaft von Benfica Lissabon in der Primeira Divisão, der seinerzeit höchsten Spielklasse im portugiesischen Fußball. Während seiner von 1954 bis 1967 währenden Vereinszugehörigkeit gewann er siebenmal die Meisterschaft, dreimal den nationalen Pokal und zweimal den Europapokal der Landesmeister; zudem gehörte er der Mannschaft an die zweimal im Finale um den Weltpokal spielte, diese jedoch 1961 gegen Peñarol Montevideo und 1962 gegen den FC Santos verlor. Anschließend gehörte er drei Jahre lang dem SC Salgueiros in der Segunda Divisão, Série Norte an, danach vier Jahre lang dem SC Freamunde in der III Divisão Serie A.

### Nationalmannschaft
Von 1960 bis 1963 spielte Santana für die A-Nationalmannschaft. Bei seinem Debüt am 8. Mai 1960 im Estádio Nacional in Oeiras beim 2:1-Sieg über die Nationalmannschaft Jugoslawiens erzielte er mit dem Treffer zum 1:0 in der 29. Minute sogleich sein erstes Länderspieltor für Portugal; es war das Viertelfinalhinspiel in der Qualifikation zur Europameisterschaft 1960. Auch das mit 1:5 am 22. Mai 1960 in Belgrad verlorene Rückspiel bestritt er; die Teilnahme an der Endrunde wurde mit dieser Niederlage deutlich verpasst. In der Qualifikationsgruppe 6 für die Weltmeisterschaft 1962 bestritt er einzig das am 21. Mai 1961 in Lissabon ausgetragene Spiel gegen die Nationalmannschaft Englands, das 1:1 unentschieden endete. Ein Freundschaftsländerspiel am 4. Juni 1961, das in Oeiras mit 0:2 gegen die Nationalmannschaft Argentiniens verloren wurde, und das am 23. Januar 1963 in Rom gegen die Nationalmannschaft Bulgariens mit 0:1 verlorene Entscheidungsspiel in der Vorrundenqualifikation für die Europameisterschaft 1964 waren seine letzten Einsätze als Nationalspieler.

## Erfolge
- Weltpokal-Finalist 1961, 1962
- Europapokal der Landesmeister-Sieger 1961, 1962, -Finalist 1963
- Portugiesischer Meister 1957, 1960, 1961, 1963, 1964, 1965, 1967
- Portugiesischer Pokal-Sieger 1959, 1962, 1964